# Primera carta de Joan
La Primera carta de Joan és un llibre del Nou Testament, i la quarta epístola general o catòlica. Escrita a la ciutat d'Efes –no obstant això, hi ha altres llocs possibles Antioquia de Síria i Alexandria– vers l'any 85-110, s'ha atribuït tradicionalment al mateix autor de l'Evangeli segons Joan, les altres dues epístoles joanines i el llibre de l'Apocalipsi.
L'epístola, dirigida als cristians en general, no és exactament una carta –no hi ha remitent, destinatari ni salutacions finals–, sinó un sermó escrit per combatre les heretgies que proclamaven que Jesús no s'havia encarnat i que sols havia vingut en esperit. Afirma que "Déu és amor", i proclama el doble manament de la fe en Crist i l'amor fratern. També determina com els cristians han de distingir els mestres veritables: per la seva ètica, la proclamació de la natura humana de Jesús, i pel seu amor. El context polèmic de la carta –el conflicte entre la comunitat i el grup dissident que nega la humanitat de Jesús– ens fa pensar en un ambient de finals del segle i.

## Autoria
La visió tradicional és que l'epístola va ser escrita per sant Joan Evangelista -el deixeble de Jesús, Joan, el fill del Zebedeu-, probablement a Efes quan ja era d'edat avançada. El contingut, llenguatge i estil de l'epístola indiquen una autoria comuna entre l'autor i l'evangeli de Joan, així com de les altres dues cartes que se li atribueixen. La identificació tradicional de l'evangelista Joan amb l'apòstol Joan no és compartida pels estudiosos contemporanis. Se han postulat diferents autors, però sembla més prudent dir que l'autor resta en l'anonimat.
La carta està escrita en un grec correcte, tot i que bastant pobre: utilitza poques preposicions, repeteix la conjunció καὶ i evita construccions subordinades. Inclou alguns arameïsmes.

## Contingut
Una divisió plausible d'aquesta carta seria:
- 1,1-4 Pròleg

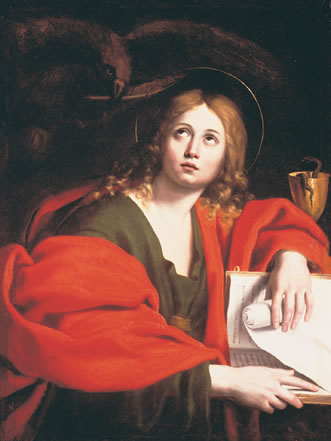
Sant Joan Evangelista segons Domenichino

- 1,5-5,12 L'amor de Déu i la fe en Jesús
- 5,13-21 Epíleg

| Capítol | Versicles | Contingut                                         |
| ------- | --------- | ------------------------------------------------- |
| 1       | 1-4       | Testimoniatge de Joan                             |
| 1       | 5-7       | Déu és llum                                       |
| 1       | 8-10, 1-2 | El reconeixement del pecat n'obté el perdó        |
| 2       | 3-6       | La comunió amb Déu                                |
| 2       | 7-11      | L'odi és tenebra; la caritat és llum              |
| 2       | 12-14     | Missatge joiós als fidels                         |
| 2       | 15-17     | Cal fugir de l'amor al món                        |
| 2       | 18-29     | Els anticrists                                    |
| 3       | 1-2       | La filiació divina                                |
| 3       | 3-10      | El pecat, obstacle per a pertànyer a Déu          |
| 3       | 11-24     | La guarda dels manaments, garantia de la filiació |
| 4       | 1-6       | Esperit de veritat i esperit d'error              |
| 4       | 7-21      | Déu és amor                                       |
| 5       | 1-4       | La fe ens fa fills de Déu                         |
| 5       | 5-12      | El testimoniatge de Déu                           |
| 5       | 13        | Finalitat de l'escrit                             |
| 5       | 14-17     | Quelcom sobre l'oració                            |
| 5       | 18-21     | Resum                                             |

## Teologia
La carta especifica que el seu propòsit és que "la nostra joia sigui plena" (1.4) i perquè no es caigui en el pecat (2.1) i s'aconsegueixi la vida eterna (5.13). Sembla que l'autor pretenia combatre les ensenyances herètiques que s'estaven escampant per Esglésies de l'Àsia Menor, que afirmaven que Jesús era la manifestació d'un esperit sense cos (4.2), i que la seva mort en creu no havia servit per expiar els pecats. En el text es rebaten totes aquestes afirmacions i s'equipara els que difonien aquestes idees amb l'Anticrist.
| «               | Estimats, no us fieu de tot esperit; més aviat proveu els esperits si són de Déu; perquè molts falsos profetes han aparegut en el món. Reconeixeu l'esperit de Déu en això: tot esperit que confessa que Jesucrist ha vingut en la carn és de Déu; i tot esperit que no confessa Jesús no és de Déu: és l'esperit de l'Anticrist, de qui heu sentit dir que ve, i ara ja és al món | » |
| — 1 Joan, 4 1-3 | |   |

Molts temes que llegim a l'Evangeli de Joan, tornen a aparèixer en aquesta carta: creure, estimar, confessar la fe en Jesús, viure com Jesús i subratlla de manera especial que cal fer com Jesús ens va ensenyar: és necessari estimar amb les obres (3,17-18) perquè no es pot estimar Déu sense estimar els germans (4,20).